# Paruline masquée
Geothlypis trichas
Espèce
Statut de conservation UICN

 LC  : Préoccupation mineure
La Paruline masquée (Geothlypis trichas) est une espèce de passereaux appartenant à la famille des Parulidae. Dans le Midwest américain, la paruline masquée est également surnommée le « bandit jaune », à cause de son masque noir. Cette espèce est considérée comme un nicheur abondant en Amérique du Nord, son aire de nidification s'étendant du sud du Canada au centre du Mexique. 

## Répartition

zone de nidification
zone de nidification et d'hivernage
zone d'hivernage

Elle est présente dans toute l'Amérique du Nord.

## Habitats
Les parulines masquées se reproduisent dans les marais et autres zones humides à végétation dense et basse.  On les retrouve également dans d'autres zones densément peuplées d'arbustes. Les zones sèches ne sont pas propices à la reproduction des parulines de cette espèce.

## Reproduction
La paruline masquée niche dans un habitat où la végétation basse est abondante. La femelle pond 3 à 5 œufs dans un nid en forme de coupe. Les deux parents nourrissent les petits.
Les femelles semblent préférer les mâles qui ont un des masques de plus grande superficie par rapport aux autres individus.  
Les sous-espèces du nord sont des migrateurs nocturnes. Elles hivernent dans les parties méridionales de l'aire de reproduction, en Amérique centrale et aux Antilles. Les formes méridionales sont largement résidentes. Cette espèce est un vagabond très rare en Europe occidentale.

## Alimentation
Les parulines masquées se nourrissent principalement d'insectes capturés dans une végétation dense, ou parfois attrapés en plein vol. 

## Description
Cette paruline est un petit oiseau de 11 à 13 cm de longueur. Elle pèse environ 8,5 grammes et l'envergure de ses ailes est de 15 à 19 cm.
La paruline masquée a le dos, les ailes et la queue de couleur olive. Sa gorge et sa poitrine sont jaune clair et son ventre est blanc.  Chez le mâle adulte, la paruline masquée se caractérise par son masque noir recouvrant  les côtés de la tête, les yeux et le front.  Ce masque est bordé d'une fine ligne blanche ou grise. Les femelles ont une apparence semblable aux mâles mais les parties inférieures sont plus pâles et elles ne portent pas le masque noir. Les mâles juvéniles ont un masque diffus, qui s'assombrit au premier printemps.
Cette espèce de paruline est divisée en 14 sous-espèces. Les caractéristiques qui différencient les sous-espèces sont principalement les motifs des masques faciaux chez les mâles et l'éclat de la couleur des parties inférieures jaunes. Les formes du sud-ouest de la zone de distribution de cet oiseau sont les plus brillantes et les plus jaunes. 

## Sous-espèces
D'après Alan P. Peterson, il existe 14 sous-espèces :
- Geothlypis trichas arizela Oberholser, 1899 ;
- Geothlypis trichas campicola Behle & Aldrich, 1947 ;
- Geothlypis trichas chapalensis Nelson, 1903 ;
- Geothlypis trichas chryseola Van Rossem, 1930 ;
- Geothlypis trichas ignota Chapman, 1890 ;
- Geothlypis trichas insperata Van Tyne, 1933 ;
- Geothlypis trichas melanops S.F. Baird, 1865 ;
- Geothlypis trichas modesta Nelson, 1900 ;
- Geothlypis trichas occidentalis Brewster, 1883 ;
- Geothlypis trichas riparia Van Rossem, 1941 ;
- Geothlypis trichas scirpicola Grinnell, 1901 ;
- Geothlypis trichas sinuosa Grinnell, 1901 ;
- Geothlypis trichas trichas (Linnaeus, 1766) ;
- Geothlypis trichas typhicola Burleigh, 1934.

## Population
Malgré une baisse du nombre d'individus dans certaines zones, causée par la perte d'habitats privilégiés, cette espèce demeure encore très commune.

## Migration
Les voies de migration varient en fonction de la saison et de l'emplacement des paruline masquées. Pendant la migration d'automne, qui se produit d'août à octobre, les parulines masquées au Canada, dans l'ouest, l'est et le centre des États-Unis ont toutes des voies de migration uniques. Lors de la migration d'automne, tous les individus adultes et immatures ont tendance à arriver à leur destination de migration à peu près au même moment. 
Lors de la migration printanière, les mâles arrivent généralement à leur destination avant les femelles. Pendant la migration, automnale ou printanière, les parulines masquées font une pause allant de quelques jours à quelques semaines avant de reprendre leur route jusqu'à leur destination finale. Cet escale leur permet de reprendre des forces. 
L'Ile d'Appledore, dans le Maine, est un lieu d'étude unique de la migration de la paruline masquée. Les parulines masquées migrent vers cette île lors de leur migration printanière. La migration printanière de la paruline masquée a été analysée par des chercheurs du département de biologie du Canisius College à Buffalo, New York.  Ils ont observé les schémas de migration et le temps passé à se reposer sur l'île avant de poursuivre leur voyage. Les oiseaux qui reviennent pour la deuxième fois arrivent plus tôt que les oiseaux qui migrent vers l'île pour la première fois. Chaque année, les mâles arrivent sur l'île en moyenne cinq jours plus tôt que les femelles. Ils sont aussi plus lourds que les femelles à leur arrivée sur l'Ile d'Appledore. On pense que les mâles arrivent avant les femelles pour établir leur territoire sur l'ile.  Ces quelques jours d'avance pourraient leur donner un meilleur accès aux ressources et une meilleure probabilité de trouver une partenaire. Les parulines masquées, mâles et femelles, passent environ une semaine sur l'île avant de repartir. 
La migration des parulines masquées vers la Floride a également été largement étudiée. En Floride, la paruline masquée se trouve plus souvent dans la région péninsulaire au sud plutôt que dans le nord, proche des États-Unis continentals. Les pics de migration des oiseaux dans cette région se situent entre la dernière semaine de septembre et la deuxième semaine d'octobre. On n'en sait pas autant sur la migration printanière en Floride, mais les schémas semblent similaires à ceux de la migration automnale. 
Des études futures sont nécessaires pour comprendre les schémas de migration spécifiques des parulines masquées dans d'autres parties des États-Unis.